# Synagogue de Deir el Qamar
La Synagogue de Deir-el-Qamar (Chouf, Liban) est la plus ancienne de la région du Mont-Liban, elle date du début du XVIIe siècle et fut bâtie aux pieds des cèdres.
La construction de la synagogue est achevée en 1638. Elle est construite pour la communauté juive libanaise du Chouf (Mont Liban) dont certains membres influents étaient proches de l’émir druze de l’époque, Fakhreddine II.  Sa capitale était un centre commercial actif, en particulier avec la Qaïssarieh, souk de la soie, situé au pied de la synagogue.
La synagogue a cessé son activité en 1860 environ avec le départ des derniers juifs de la communauté et fut vendue en 1900 avec l'autorisation des autorités rabbiniques de l'époque. Yitzhak Ben-Zvi, qui l'a visitée en 1928, la décrit comme « la plus grande de Syrie ». Elle pouvait accueillir environ 500 hommes. Elle est connue pour avoir échappé aux blessures de la guerre du Liban. En 1982, durant la brève occupation israélienne, le mariage d'un officier y fut célébré. Le bâtiment est aujourd'hui en parfait état, malgré la disparition de tous les symboles du culte lors des travaux de restauration. Elle fait partie des bâtiments mis à disposition du Centre culturel français par la Direction Générale des Antiquités.
En 2005, une urne électorale fut destinée à la communauté juive de Deir el Qamar. Le nombre des inscrits sur la liste ne dépassait pas les 100 noms. Une seule personne s'est présentée le jour des élections pour déposer un bulletin blanc en signe de protestation.

## Jumelages
- Marseille (France)
- São Paulo
- Montréal
- Québec (ville) (Canada)